# Thomas Olivecrona
Thomas Olivecrona, född 1936 i Lund, är en svensk kemist. Han disputerade 1962 vid Lunds universitet och är professor i medicinsk kemi vid Umeå universitet. Han invaldes 1996 som ledamot av Vetenskapsakademien.